# 안락집
《안락집(安樂集)》은 북주(北周: 557~581)에서 당나라(唐: 618~907) 초기에 걸친 정토교의 개척자 도작(道綽: 563~645)의 저서로서, 609~645년 사이에 성립된 것으로 알려져 있다. 2권 12장으로 되어 있으며, "모두 경론(經論)을 찾아 증명하고, 믿음을 권하여 왕생(往生)을 구하게 함"이라고 한 것과 같이 50여 부에 걸치는 대승의 여러 경론을 구사하여 오로지 서방아미타불에 귀의(歸依)하여 안락정토에 왕생할 것을 권하고 있다.
당시는 북주 무제(北周武帝: 재위 560~578)의 폐불정책(廢佛政策)으로 말법사상(末法思想)이 보편화하고, 《대집경》의 5오백년설(五五百年說)에 의해 지금의 제4의 5백년이 참회(懺悔)와 수선(修善)을 행하고 불명(佛名)을 칭해야 할 불교시대임을 인정하고, 말법악세(末法惡世)의 범부(凡夫)에게 실행가능한 염불의 법문(法門)을 확립하고, 염불문(念佛門)이야말로 대승불교의 교의, 즉 부처의 가르침의 본의(本義)에 합당한 것이라고 주장하였다.
불교를 성도문(聖道門: 스스로의 수행으로 현세에 전미개오(轉迷開悟)함)과 정토문(淨土門: 아미타불의 본원력(本願力)에 의하여 정토에 왕생개오(往生開悟)함)으로 나눈 것은 이 책에서 처음으로 제창되었다. 이 책은 정토교의 지도적 역할을 하여 담란(曇鸞)이 《정토론주(淨土論註)》를 통해 학계(學系)를 계승하고 당나라 시대의 정토교의 대성자인 선도(善導: 613~681, 종남대사)의 교학으로 발전되었다.

## 참고 문헌
- 이 문서에는 다음커뮤니케이션(현 카카오)에서 GFDL 또는 CC-SA 라이선스로 배포한 글로벌 세계대백과사전의 "안락집" 항목을 기초로 작성된 글이 포함되어 있습니다.